# Delphinium inflexum
Delphinium inflexum är en ranunkelväxtart som beskrevs av Anstruther Davidson. Delphinium inflexum ingår i släktet storriddarsporrar, och familjen ranunkelväxter. Inga underarter finns listade i Catalogue of Life.